# Parti de la vérité pour le développement
 (février 2019).
Si vous disposez d'ouvrages ou d'articles de référence ou si vous connaissez des sites web de qualité traitant du thème abordé ici, merci de compléter l'article en donnant les références utiles à sa vérifiabilité et en les liant à la section « Notes et références ».
Le Parti de la vérité pour le développement (PVD) est un parti politique sénégalais, fondé en 2004 se réclamant de la pensée de Cheikh Ahmadou Bamba Mbacké, fondateur de la confrérie des Mourides.

## Histoire
Officiellement créé le 6 mai 2004, le PVD est membre de la Coalition Sopi 2007 qui soutient Abdoulaye Wade lors de l'élection présidentielle de 2007. 
En 2012, le PVD participe aux élections législatives sénégalaises et obtient deux sièges.
En 2014, le PVD participe aux élections municipales sénégalaises du 29 juin et obtient plus de 31 conseillers municipaux.
En 2015, le PVD se réorganise et Gaspard Kamara est nommé Administrateur Général.
Lors du Référendum constitutionnel sénégalais de 2016 le PVD appelle au boycott et ne participe pas à la phase de campagne. 
On lui attribue une responsabilité dans le fort taux d'abstention.

## Orientation
Le parti se réclame de la pensée religieuse de Cheikh Ahmadou Bamba Mbacké, fondateur du mouridisme.
Il ne se situe ni dans l'opposition, ni dans la mouvance présidentielle.
Il est équidistant des deux et se place sous le signe de la régulation.

## Organisation
Le siège du parti se trouve au point E à Dakar.
Le Président-fondateur est Modou Kara Mbacké. Gaspard Kamara en est l'Administrateur Général.